# Helicia tibetensis
Helicia tibetensis är en tvåhjärtbladig växtart som beskrevs av H.X. Qiu. Helicia tibetensis ingår i släktet Helicia och familjen Proteaceae. Inga underarter finns listade i Catalogue of Life.